# Presidente do Parlamento da Suécia
O Presidente do Parlamento da Suécia (em sueco:  Sveriges riksdags talman) tem como função representar o Parlamento e dirigir os seus trabalhos, além de ter a responsabilidade de propor ao parlamento a nomeação de novo primeiro-ministro, tendo em conta o resultado de eleições.
É o cargo público mais elevado a que uma pessoa pode ser eleita na Suécia, estando posicionado logo abaixo do rei, e acima do primeiro-ministro.
Segundo a tradição, este cargo é ocupado por um deputado apontado pelo maior partido, acompanhado por três vice-presidentes designados pelos três outros maiores partidos. Em caso de ausência do "presidente do parlamento", o seu lugar é ocupado pelo deputado com mais anos de serviço no Parlamento (ålderspresident). 
O atual Presidente do Parlamento da Suécia é Andreas Norlén, eleito após as eleições parlamentares de 2018.